# Kimwani
Kimwani ist ein ländlicher Bezirk (Ward) des Distriktes Muleba in der tansanischen Region Kagera.

## Geografie
Kimwani liegt im Nordwesten von Tansania auf einer Halbinsel im Victoriasee. Die Fläche des Bezirks beträgt 149 Quadratkilometer, bei der Volkszählung 2022 lebten 28.111 Menschen in 6018 Haushalten.

## Gliederung
Der Bezirk besteht aus vier Gemeinden (Mtaa) mit 22 Orten (Kitongoji):
| Kiziramuyaga - Maninga - Kiziramuyaga - Nyambibi - Kabonde - Rusalala | Ruteme - Ruteme - Kinuzi - Kibingo - Nsenga - Galu - Changwe - Buhima - Mtakuja | Kyota - Kyota - Kabasharo - Mugugu - Kijule | Kaguramo - Kaguramo - Nyakashabo - Busindi - Nyaitubi - Ishenyi |

## Infrastruktur
- Bildung: Die 2006 gegründete weiterführende Schule ist eine Tagesschule bis zur vierten Stufe.[5]
- Gesundheit: In Kimwani befindet sich eine Apotheke, die Malaria-Tests und -Erstbehandlung, HIV-Diagnose und -Behandlung, Mutter-Kind-Betreuung und kleine chirurgische Eingriffe durchführt.[6]